# قله توان پوش

نمایش قله توان پوش (پی‌ئی‌پی) با استفاده از مثال سیگنال مدوله‌شده AM. پی‌ئی‌پی ناحیه توانی است که با رنگ قرمز نشان داده شده است.

قلهٔ توانِ پوش (به انگلیسی: Peak envelope power) (پی‌ئی‌پی) یا پیک توانِ پوش، توان متوسط در یک سیکل فرکانس رادیویی در قله مدولاسیون است. این یک تعریف کمیسیون مخابرات فدرال است. پی‌ئی‌پی معمولاً قله موردی یا به‌طور پیوسته تکراری از پوش مدولاسیون در شرایط کاری عادی در نظر گرفته می‌شود. اف‌سی‌سی ایالات متحده از پی‌ئی‌پی برای تعیین حداکثر استانداردهای توان برای فرستنده‌های رادیویی استفاده می‌کند.

## اِی‌اِم پی‌ئی‌پی
با فرض خطی، کاملاً متقارن، مدولاسیون ۱۰۰٪ یک حامل، خروجی پی‌ئی‌پی یک فرستنده AM چهار برابر پی‌ئی‌پی حامل آن است. به عبارت دیگر، یک فرستنده و گیرنده آماتور نوین معمولی ۱۰۰ وات معمولاً نه بیشتر و اغلب کمتر از ۲۵ وات برای خروجی حامل در هنگام کار در AM رتبه‌بندی می‌شود.

## پی‌ئی‌پی درمقابل توان متوسط
پی‌ئی‌پی برابر با توان حامل ثابت، یا نقطه رادیو تلگراف یا توان متوسط خط، در یک انتقال CW با شکل مناسب است. پی‌ئی‌پی همچنین برابر با توان متوسط در یک انتقال ثابت FM، FSK یا RTTY است.
اگرچه توان متوسط مانند پی‌ئی‌پی برای اشکال مدولاسیون پیچیده، مانند FSK است، قله توان پوش هیچ نسبت یا رابطه ریاضی خاصی با توان متوسط بلندمدت در پوش‌های مدوله‌شده، مانند شکل موج CW با فراجهش توان، یا با شکل‌موج مدوله‌شده با دامنه، مانند انتقال صوت با اس‌اس‌بی یا اِی‌اِم ندارد. به عنوان مثال، میانگین توان نمونه یک انتقال صوت با اس‌اس‌بی، برای مثال ۱۰–۲۰٪ پی‌ئی‌پی است. درصد متوسط توان بلندمدت پی‌ئی‌پی با پردازش افزایش می‌یابد و معمولاً با پردازش گفتار شدید به ۵۰ درصد می‌رسد.

## کنترل سطح پی‌ئی‌پی
اکثر فرستنده‌های آماتور نوین از پی‌ئی‌پی برای تنظیم توان با استفاده از سامانه ALC (کنترل سطح خودکار) استفاده می‌کنند. تأخیر زمانی در سامانه ALC و زمان محدود سیگنال‌های RF که از طبقات مختلف عبور می‌کنند، به‌ویژه فیلترهای باریک، اغلب باعث ایجاد اعوجاج غیرعادی پوش می‌شوند. این اعوجاج معمولاً به‌عنوان فراجهش توان پوش در لبه‌های جلو ظاهر می‌شود و گاهی باعث جابجایی حامل منفی در AM می‌شود. برخی از فرست‌گیرها با طراحی ضعیف‌تر دارای فراجهش توان پوش چندین برابر تنظیم پی‌ئی‌پی در حالت پایدار هستند. این فراجهش پوش، تعاریف پی‌ئی‌پی و توان متوسط را پیچیده‌تر می‌کند.
پی‌ئی‌پی اغلب در کاربردهای غیر پخش‌همگانی AM مورد استفاده قرار می‌گرفت، زیرا با دقت بیشتری پتانسیل فرستنده‌های تلفن‌همراه را برای تداخل با یکدیگر توصیف می‌کرد. استفاده از آن در حال حاضر تا حدودی منسوخ شده است، با متوسط توان خروجی فرستنده (یا گاهی متوسط توان تابشی مؤثر) در حال حاضر معمولاً ترجیح داده می‌شود.